# Imperia Cognati
Imperia Cognati, detta anche Imperia La Divina (Roma, 3 agosto 1486 – Roma, 15 agosto 1512), è stata una cortigiana italiana.
È considerata la prima celebrità della classe dei cortigiani creata a Roma alla fine del XV secolo.
Nel XV secolo, i cortigiani della corte papale iniziarono con l'abitudine di assumere escort femminili per accompagnarle nella vita di corte. Dato che i cortigiani papali erano chierici ai quali era stato proibito di sposarsi, le donne con cui si accompagnavano non potevano essere sposabili, ma allo stesso tempo dovevano essere istruite ed educate per poter conversare e partecipare alla vita in società. Si creò così una nuova classe di prostitute nell'Europa cristiana: la cortigiana, che poi si diffuse da Roma in altre parti d'Europa, e Imperia divenne il primo famoso rappresentante di questo nuovo tipo umano. Le cortigiane di consuetudine erano mantenute da un cliente principale, sostenitore costante, oltre a intrattenere apertamente altri clienti temporanei.

## Biografia
Imperia era figlia di Diana di Pietro Cognati (secondo altre fonti Cugnati, Corgnati ), una prostituta romana. Suo padre si chiamava Parigi, oppure "De Paris" come cognome toponimo. È stato quindi ipotizzato che Paris de Grassis, il maestro di cerimonie di papa Giulio II, avrebbe potuto essere suo padre.  Imperia si definiva nei documenti Imperia (di Pietro) Cognati, mentre nel suo testamento si riferì a sé stessa come Imperia de Paris. In seguito è stata chiamata con il nome di Lucrezia, che era il nome di sua figlia e probabilmente non il suo nome proprio.
Ci sono ulteriori incertezze sull'anno e sul luogo della sua nascita. Alcune fonti affermano che nacque il 3 agosto 1481, altre nel 1486.  Il luogo della sua nascita viene comunemente indicato come Roma, o più precisamente la Via Alessandrina nel quartiere di Borgo. Tuttavia, si dice anche che provenga da Ferrara.
Scelse il nome di Imperia come cortigiana e iniziò l'attività dopo la nascita di sua figlia. Presto considerata l'archetipo della cortigiana, fonti coeve ne elogiano il fascino e l'intelligenza. Il banchiere Agostino Chigi, considerato all'epoca il banchiere più ricco del mondo, era il suo cliente principale. Finanziò lo stile di vita lussuoso di Imperia, che aveva sia un palazzo a Roma sia una villa di campagna.
Corteggiata dagli uomini della corte papale e da esponenti di famiglie nobili, accettava solo pochi clienti. Tra questi, il celebre pittore Raffaello. Tuttavia, le ipotesi sul fatto che Imperia sia presente in alcuni dei suoi dipinti sono da considerarsi errate.
Numerosi aneddoti dimostrano la sua arguzia: un'iscrizione sovrastante il portone del suo palazzo invitava solo coloro che avrebbero portato vino, buon umore e denaro. Si diceva anche che Roma fosse benedetta due volte dagli dei: Marte aveva dato loro l'Imperium Romanum mentre Venere l'imperia.

### Amanti conosciuti
- Filippo Beroaldo il giovane, poeta e bibliotecario
- Angelo del Bufalo, banchiere
- Agostino Chigi, banchiere
- Angelo Colocci, segretario papale sotto Leone X
- Tommaso Inghirami, bibliotecario papale
- Blosio Palladio, poeta e architetto
- Raffaello Sanzio, pittore
- Jacopo Sadoleto, in seguito cardinale

### La morte
Una leggenda narra che Imperia si avvelenò il 13 agosto 1512, dopo aver fatto testamento. Morì due giorni dopo, nonostante i luminari convocati da Chigi al suo capezzale. Fra i motivi del suicidio, forse la fine della storia con Angelo del Bufalo, di cui si era innamorata; o forse il fatto di sentirsi rimpiazzata dalla più giovane amante di Chigi. C'è chi sostiene che papa Giulio II avesse chiesto la sua morte.
Pietro Aretino, suo contemporaneo, scrive tuttavia che Imperia morì "ricca, venerata e dignitosa nella sua stessa casa".
Agostino Chigi finanziò un maestoso funerale a Roma, un fatto sensazionale per una prostituta. Il suo monumento a San Gregorio al Celio non è sopravvissuto fino ai giorni nostri. 

## Famiglia
All'età di 17 o 14 anni diede alla luce la figlia Lucrezia. La paternità della bambina non è chiara, ma molti storici suppongono che Chigi sia il padre di Lucrezia; cosa che lui stesso rivendicò. Nel testamento di Imperia del 1512, Lucrezia fu nominata erede, e il cantore della cappella papale Paolo Trotti è citato come patrigno.
Imperia fece di Agostino Chigi, Ulisse Lanciarini da Fano e Paolo e Diana di Trevi gli esecutori della sua volontà e chiese a Chigi di organizzare un matrimonio per sua figlia. Lucrezia è cresciuta a Siena o nel convento di Santa Maria in Campo Marzio, conducendo una vita protetta e virtuosa prima di sposare Arcangelo Colonna e avere due figli. Fino al 1521, ci fu una battaglia giudiziaria con sua nonna Diana cui furono dati solo 100 ducati dalla volontà di Imperia. Il 9 gennaio 1522, anche Lucrezia tentò di avvelenarsi, come unico modo per respingere le avancés del cardinale Raffaele Petrucci. Sopravvissuta al tentativo di suicidio, venne considerata per questo una donna ancora di grande virtù.
L'esistenza di una seconda figlia di Imperia e di Agostino Chigi, Margherita, non è stata dimostrata in documenti ed è messa in dubbio dagli storici.

## Ritratti in letteratura e arte

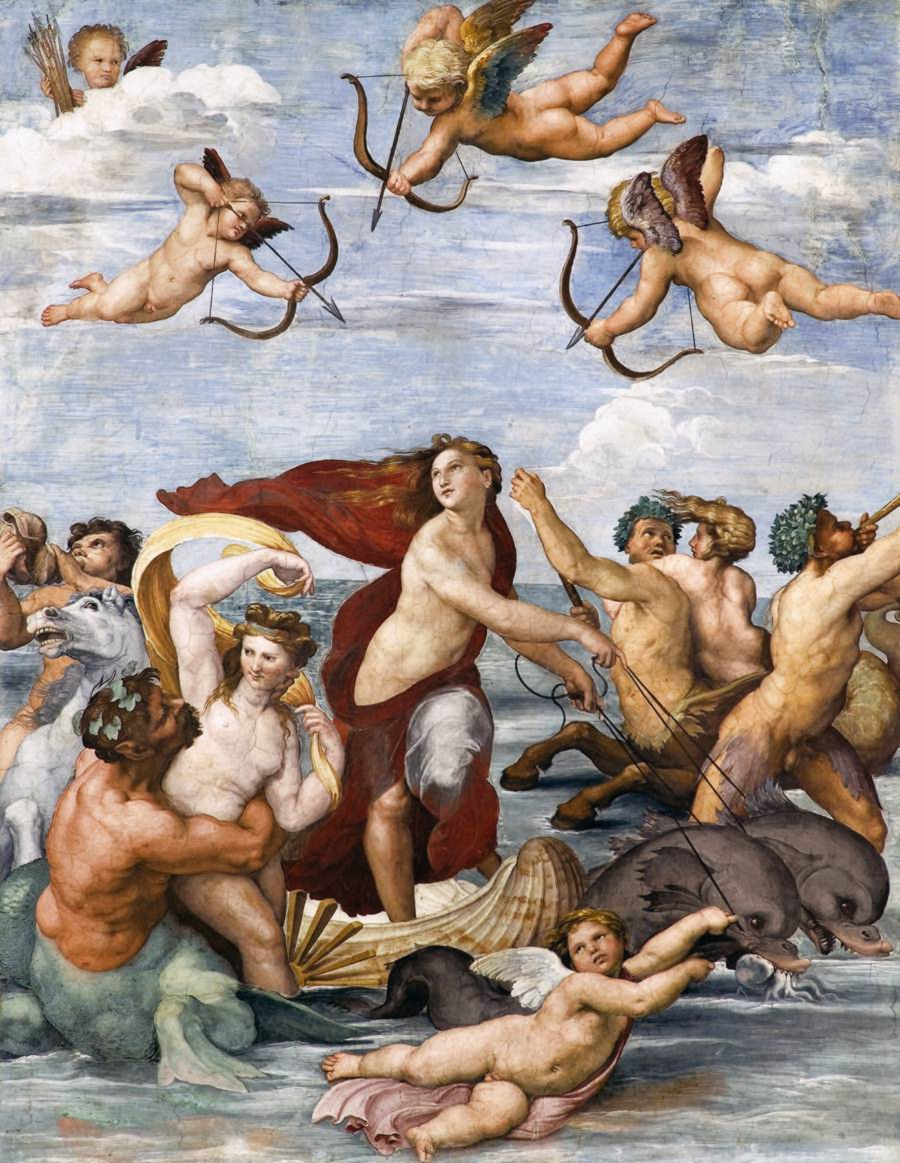
Raffaello Sanzio, Trionfo di Galatea, 1512.

- Imperia La Divina è protagonista di una delle Novelle di Matteo Bandello.
- Era amica di Raffaello e fu per lui modella per alcune sue opere: come musa, come Galatea nel Trionfo di Galatea a Villa Farnesina,[7][8] come Saffo nel Palazzo del Vaticano e come Sibilla sulla tomba designata di Chigi nella chiesa di Santa Maria della Pace.
- Honoré de Balzac si ispirò a Imperia per una cortigiana nel suo racconto La belle Impéria (1832), ambientato al tempo del Concilio di Costanza, cento anni prima della morte della storica Imperia.
- La figura di Imperia di Balzac è stata raffigurata dal pittore tedesco Lovis Corinth nel 1925 e ha ispirato la statua di Imperia (1993) nel porto di Costanza.
- Imperia è stata interpretata dall'attrice Manuela Arcuri nel film televisivo Imperia, la grande cortigiana (2005).
- Imperia appare come personaggio nel romanzo I lupi del Vaticano (2013) di Gina Buonaguro e Janice Kirk.